# ウエスタンガン
『ウエスタンガン』 (Western Gun) は、タイトーにより1975年9月に発売された、アーケードゲーム式コンピュータゲーム。西部劇をモチーフとしたシューティングゲームである。ゲームデザインはタイトーにおいてテレビゲーム黎明期から活躍し、『スペースインベーダー』の生みの親として知られる西角友宏。

## フィーチャー（ルール・演出）

### 遊び方
1. 2人対戦専用で、コインを入れるとゲーム開始。
2. 画面内にサボテンと岩がランダムに配置され、ガンマンが左右2人登場する。
3. 右手で拳銃の握り手を模したコントローラーを動かして上下左右に動き、引き金を引いて弾を発射する。また左手の小型レバーを上・中・下段に切り替えると、発射方向の斜め上・真横・斜め下の切り替えができる。
4. 弾が当たるとサボテンは消え、岩は斜めに当たると反射し、相手のガンマンに当たると自分に1ポイント加算される。
5. どちらかのガンマンが撃たれるまたはガンマン同士が隣接すると、画面はリセットされ、2からやり直しとなる。
6. 制限時間が来るとゲーム終了で、得点の多い側が勝ち。

### その他
- テレビゲームのキャラクターデザインは、昔にさかのぼるほど単純なグラフィックだが、当ゲームは黒・灰色・白の3色による大きめの四角でキャラクターが作られ、丸みというものが全く存在しない。また当時のテレビゲームの背景は真っ黒か、ハーフミラーを使ってイラストを重ね合わせるかのどちらかだったが、当ゲームは背景の基本を白とし、緑色の色セロファンが貼られている。この白・灰色・黒三色と緑色の色セロファンは、アタリのゲームでよく使われていた。
- サウンドは歩行、発射、命中の三種類。またデモ画面中は、2人のガンマンがお互い左右逆方向に歩き続けているが、この時にも「チャカチャカ…」という歩行音がする。デモ中にサウンドの出るゲームは『ディグダグ』などから有名になりつつあったが、当ゲームはかなり古い方と言える。
- フライヤー（チラシ）のイラストはサボテンの生える荒野を舞台に、家族同士でモデルガンを持ってガンマンごっこを楽しむというもの。イラストの下部に描かれているのはジョン・ウェインの模写。このフライヤーはかつてタイトー公式サイトに掲載されていたが、現在はコンテンツが無くなってしまったため、代わりにアミューズメント通信社『それは「ポン」から始まった』121ページで見ることができる。
- 本ゲームは『スピードレース』や『インベーダー』と共にタイトーで保管され、レトロゲームに関する展示や、横濱はじめて物語などのゲームコーナー設置が行われた場合、あちこちで見ることができた。映画化時に年代が1979年に設定された『おっぱいバレー』ではタイトーが大道具に協力、『インベーダー』と共に当ゲームも登場している。

## 関連作品
ガンファイト（セガ）
当ゲーム前に存在したエレメカ。ゲーム内容が似ており、箱庭状のフィールドで、やはり拳銃型のレバーを操作して（ただしこちらは左右にしか動かない）引き金で弾を撃ち、サボテンや相手の人形に当たると倒れる。晩年では横浜ドリームランドを経由して台場一丁目商店街で稼動していたこともあるが、現在は引き上げられている。ガンファイト(Gun Fight)は西部劇でいう決闘の意味。
TTウエスタンガン
当ゲームはアップライト式（箱型）がよく知られているが、NHKのテレビ番組『日めくりタイムトラベル』の「昭和53年」の回でインベーダーブームを扱った際「『ブロックくずし』で成功したテーブル筐体を他のゲーム（そのシーンでは『インベーダー』）でも作ってみてはどうか」という話が紹介され、この時VTRに映し出されたタイトーの提供資料にテーブル筐体式が映っている。書籍「アーケードTVゲームリスト 国内・海外編」（アミューズメント通信社）では1977年5月リリースという記録が確認できる。
ガンファイト（ミッドウェイ→後のミッドウェイゲームズ）
当時タイトーと密接な関係にあったバリー＝ミッドウェイへのライセンス生産で、日本製テレビゲームからアメリカへのライセンスは最初が『スピードレース』、二番目がこのゲームである。ただしゲームの基本内容は同じだが、キャラクターデザインが細かいドットで作り直される、背景はハーフミラーを使用、岩が存在しない、弾を6発使いきるとしばらくたってリロードされるなど、厳密にはクローンと言えない程度の違いが存在する。『ウエスタンガン』はマイクロプロセッサを使わず論理ICを組み合わせた基板だったのに対し、『ガンファイト』は8080を使っている。アーケードゲームでは en:Spirit of '76 (pinball) に次いで2番目、アーケードビデオゲームでは初のマイクロプロセッサ使用例である。
ブートヒル (Boot Hill)
上記の改良版で、CPUが対戦相手も兼ねるため1人プレイが可能。また画面がやや3D気味となっており、キャラクターが上に行くと小さくなるが、ごくわずかである。
ミサイルX
1977年登場。画面を横切る兵器を撃つゲームで、ミサイルの上・中・下段の切り替えは『ウエスタンガン』と同じレバーが使われている。このゲームもミッドウェイに"Guided Missile"（有線ミサイル）の名でライセンス生産された。
ウエスタンガンII
タイトルは似ているが、タイトーによる西部劇もののシューティングゲームという事以外は別物のゲームで、任天堂レジャーシステム『シェリフ』のコピーゲーム。詳細は『シェリフ (ゲーム)』を参照。
移植版
MZ-80K/C版、MSX版などが存在した。